# Lew Kirton
Lew Kirton (* in Barbados) war ab 1969 Schlagzeuger bei der Sam & Dave Revue, bevor er 1972 zu den Invitations stieß. Ende der 1970er Jahre startete Kirton eine Solo-Karriere und schuf mit Heaven In The Afternoon (1978) und Talk To Me (1983) zwei Klassiker des Modern Soul, die sich besonders in England einer großen Fangemeinde erfreuten.
Nachdem es in den 1990ern musikalisch ruhig um ihn wurde, kehrte er 2004 mit dem Album Forever zurück.

## Diskografie
- 1980: Just Arrived
- 1983: Talk To Me
- 1986: Don’t Wanna Wait
- 2004: Forever

| Personendaten    | Personendaten |
| ---------------- | ------------- |
| NAME             | Kirton, Lew   |
| KURZBESCHREIBUNG | Schlagzeuger  |
| GEBURTSDATUM     | vor 1960      |
| GEBURTSORT       | Barbados      |